# Hebraica

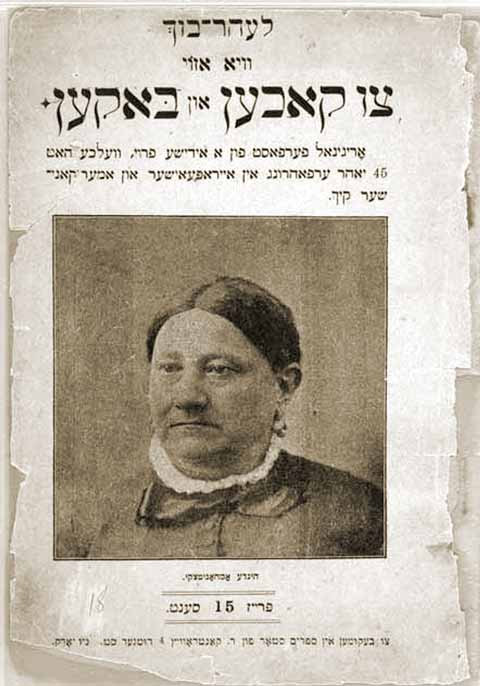
Kochbuch in jiddischer Sprache, New York 1901

Als Hebraica wird im Bibliothekswesen, dem Buchhandel und der Literaturwissenschaft handschriftliche oder gedruckte Literatur bezeichnet, die in hebräischer Sprache oder mit hebräischen Schriftzeichen geschrieben oder gedruckt worden ist. Das schließt zum Beispiel mit hebräischen Lettern gedruckte Literatur in jiddischer Sprache und Judenspanisch oder alte Literatur der krimtschakischen Sprache ein.
Gelegentlich werden auch andere Publikationen, die sich mit der hebräischen Sprache befassen zu den Hebraica gezählt. Der Inhalt eines Werkes ist für die Einordnung als Hebraicum ansonsten bedeutungslos, während Judaica über ihren Inhalt definiert werden.